# Nuralagus
Thỏ lớn Minorca (Danh pháp khoa học: Nuralagus rex) là một loài thỏ thuộc nhóm thú tiền sử đã tuyệt chủng từng sống ở đảo Minorca từ giai đoạn Messinian cho đến khoảng giữa Pliocene, khi nó đã tuyệt chủng (khoảng 5 đến 3 triệu năm trước) khi Majorca và Minorca đã được thống nhất thành một hòn đảo. Cho đến nay, tất cả các hóa thạch còn tồn tại đã được tìm thấy ở phía tây bắc của Minorca của Tây Ban Nha.

## Đặc điểm
Nuralagus rex có ngoại hình rất khác với những con thỏ thời hiện đại. Với chiều cao nửa mét và trọng lượng ước tính là 12 kg (26 lb), loài này có kích thước khác nhau với tất cả các hóa thạch khác nhau, và các loài thỏ đồng (Leporidae) hiện đang tồn tại. Nuralagus rex có thể vóc gấp 6 lần trọng lượng của thỏ châu Âu còn tồn tại (Oryctolagus cuniculus) và có thể nặng đến 23 kg (51 lb). Nó có một hộp sọ tương đối nhỏ và các cơ quan thụ cảm nhỏ.
Mắt chúng nhỏ và tai này loài thỏ này không giống loài thỏ hiện đại, Nuralagus rex có xương sống ngắn, dẫn đến khả năng di chuyển chậm và không có khả năng nhảy. Do không có loài săn mồi trên đảo Minorca, loài thỏ này đã trải nghiệm những gì được gọi là "quy luật đảo hoang". Quy tắc này cho rằng những động vật lớn sống trên một hòn đảo có nguồn tài nguyên khan hiếm có xu hướng phát triển thành các loài động vật có tầm vóc nhỏ và ngược lại những loài động vât nhỏ sống sót mà không có loài ăn thịt thì có xu hướng phát triển lớn. 

## Tiến hóa
Nuralagus rex di chuyển đến vùng đất thuộc Minorca trong thời kỳ Messinian 5,3 triệu năm trước. Trong sự kiện này, sự khô hạn của biển Địa Trung Hải kết nối hòn đảo riêng rẽ với Tây Ban Nha lục địa, cho phép tổ tiên của Nuralagus có thể băng qua để định cư trong khu vực này. trận lũ Zanclean sau đó đã trả lại cho Địa Trung Hải mực nước biển ban đầu của nó, cô lập tổ tiên của Nuralagus trên hòn đảo Minorca. Sự phân kỳ của Nuralagus từ tổ tiên của nó tương ứng với sự gia tăng chung trong sự đa dạng được tìm thấy trong Pliocene. Mặc dù thời gian tuyệt chủng của nó là không chắc chắn, nó có thể trùng hợp với sự suy giảm chung của sự đa dạng của bạch phốt tìm thấy trong Holocene.
Có một thiếu sót kiến thức về lịch sử tiến hóa của Nuralagus rex trong mối quan hệ với các loài thuộc bộ thỏ khác. Tuy nhiên, những điểm tương đồng giữa hình thái học của các thành viên Nuralagus và Eurasian của loài đã bị tuyệt chủng Alilepus đã dẫn đến sự suy đoán rằng Alilepus liên quan chặt chẽ đến và có thể là tổ tiên của Nuralagus. Lý thuyết cho rằng rõ ràng là mâu thuẫn với hóa thạch Alilepus được tìm thấy ở Tây Ban Nha có niên đại từ thời kỳ Đệ tứ, sau khi Nuralagus bị cô lập ở Minorca. Hơn nữa, Alilepus vẫn còn ở những vùng khác ngoài Tây Ban Nha đã được xác định là lớn hơn nhiều so với mẫu vật Tây Ban Nha, có nghĩa là chi này đã đến Tây Ban Nha sau khi bắt đầu.
Điều này phản đối ý tưởng rằng một tổ tiên của Alilepus sống ở Tây Ban Nha cũng là tổ tiên của Nuralagus. Mặt khác, Trischizolagus, một loài đã bị tuyệt chủng của bọ thỏ được cho là một tổ tiên có thể của thỏ châu Âu, được biết là đã sống ở Iberia cách đây 3 đến 6 triệu năm, trùng hợp với cuộc khủng hoảng Messinian. Vì vậy, có thể Trischizolagus là tổ tiên của Nuralagus. Đặc điểm độc đáo của Nuralagus rất có thể là sản phẩm của một môi trường cách biệt không có kẻ thù tự nhiên. Sự tương đồng về thể chất giữa Nuralagus rex và Pentalagus furnessi (một loài thỏ ngoài biển còn tồn tại cho đến gần đây cũng không có các loài ăn thịt tự nhiên) mặc dù khoảng cách loài và địa lý giữa hai loài này hỗ trợ cho kết luận này.